# Christine Lieberknecht
Christine Lieberknecht, née Determann le 7 mai 1958 à Weimar, est une femme politique allemande du Land de Thuringe, membre de l'Union chrétienne-démocrate d'Allemagne (CDU).
Nommée ministre régionale de l'Éducation en 1990, puis ministre des Affaires fédérales deux ans plus tard, elle devient présidente du Landtag en 1999. En 2004, elle devient chef du groupe CDU, alors majoritaire, revenant au gouvernement en 2008, comme ministre des Affaires sociales.
Après la perte de la majorité absolue de la CDU en 2009, elle est choisie pour occuper la direction du parti et du gouvernement, constituant alors une alliance avec les sociaux-démocrates. Bien que la CDU soit en tête aux élections de 2014, elle perd le pouvoir au profit de Bodo Ramelow.

## Biographie

### Jeunesse et formation
Dans sa jeunesse, elle a fait partie de l'Organisation des pionniers Ernst Thälmann, puis de la Jeunesse libre allemande (FDJ), les deux mouvements de jeunesse officiels de la République démocratique allemande (RDA).
Elle obtient son abitur en 1976, et entreprend des études supérieures de théologie à l'Université d'Iéna. En 1981, elle adhère à l'Union chrétienne-démocrate d'Allemagne de RDA (CDU/DDR) et passe son premier diplôme théologique d'État en 1982.
Elle suit alors une formation (vikariat) pour devenir pasteur de l'Église protestante luthérienne en Thuringe. Deux ans plus tard, elle obtient son second diplôme théologique d'État, puis officie, jusqu'en 1990, en tant que pasteur dans la paroisse de Weimar.

### Débuts en politique
Elle fait partie, en 1989, des quatre signataires de la « lettre de Weimar », envoyée au comité directeur de la CDU/DDR pour réclamer la dissolution du Front national de l'Allemagne démocratique, piloté par le Parti socialiste unifié d'Allemagne (SED). Peu après, elle est élue membre de ce même comité, alors que le parti est désormais dirigé par Lothar de Maizière.
En 1990, le parti fusionne avec son homologue ouest-allemand et elle se voit élue députée au Landtag lors des premières élections libres.

### Premiers portefeuilles
Elle est aussitôt nommée, le 8 novembre, ministre de l'Éducation dans le gouvernement de Josef Duchač. Sa mission est alors de réformer totalement le système éducatif afin de le mettre en conformité avec les standards d'Allemagne de l'Ouest. Désignée vice-présidente de la CDU de Thuringe en 1991, elle devient, le 11 février 1992, ministre des Affaires fédérales et européennes.

### Une figure du Landtag
Les élections régionales du 12 septembre 1999 ayant donné la majorité absolue à la CDU, elle est élue présidente du Landtag le 1er octobre 1999 et quitte alors le gouvernement. Elle exerce ce mandat jusqu'en 2004, puis est désignée présidente du groupe parlementaire chrétien-démocrate.

### Retour au gouvernement
Le 8 mai 2008, elle est nommée ministre des Affaires sociales, de la Famille et de la Santé par Dieter Althaus lors d'un ample remaniement ministériel. À la suite des élections régionales du 30 août 2009, l'Union chrétienne-démocrate (CDU) perd sa majorité absolue au Landtag et se voit incapable de former une coalition avec les libéraux du FDP.

### Ministre-présidente
Proposée comme candidate au poste de ministre-présidente en cas de formation d'une grande coalition entre la CDU et le Parti social-démocrate d'Allemagne (SPD), elle est élue à la présidence de la CDU régionale le 25 octobre 2009, avec 83 % des voix.
Cinq jours plus tard, le 30 octobre, Christine Lieberknecht est investie à la présidence du gouvernement régional, au troisième tour de scrutin, par 55 voix contre 37 à Bodo Ramelow, chef de file de Die Linke, grâce au soutien des députés de la CDU, du SPD et du FDP, qui ne participe pas au gouvernement.
Elle est la première femme de la CDU, la première femme dans un Land de l'ancienne Allemagne de l'Est et la deuxième femme d'Allemagne, après la sociale-démocrate Heide Simonis, à accéder à la présidence d'un gouvernement régional. Elle est reconduite, l'année suivante, à la présidence de la CDU de Thuringe, recueillant 80 % des suffrages.
À la suite des élections du 14 septembre 2014, au cours desquelles la CDU vire en tête, les trois forces de gauche décident de s'associer. Le 5 décembre suivant, elle cède donc le pouvoir à Bodo Ramelow, issu de Die Linke.

### Vie privée
Elle est mariée au pasteur Martin Lieberknecht, et vit à Ramsla, une commune située dans les environs de la ville de Weimar. Elle est mère de deux enfants, et a trois petits-enfants.